# 私費
| ウィキペディアには「私費」という見出しの百科事典記事はありません（タイトルに「私費」を含むページの一覧/「私費」で始まるページの一覧）。 代わりにウィクショナリーのページ「私費」が役に立つかもしれません。 |